# Kraemeriidae
Kraemeriidae é uma família de peixes da subordem Gobioidei.